# Nasi kebuli
Le nasi kebuli est un plat indonésien de riz bouilli épicé, cuit dans un bouillon de chèvre, de lait et de ghi, populaire au sein de la communauté arabe en Indonésie et chez les Betawi de Jakarta. Le nasi kebuli est influencé par la culture arabe et trouve son origine dans la cuisine du Moyen-Orient, et spécialement au Yémen (riz mandi), mais aussi dans la cuisine indienne (biryani). Si l'on s'accorde à l'étude de son étymologie, le nasi kebuli fait référence au kabuli palaw, qui est un plat de riz afghan de Kaboul, proche du biryani servi en Asie du Sud,.
Dans la culture betawi, le nasi kebuli est habituellement servi durant les fêtes musulmanes, comme le hari raya lebaran, kurban ou maulid nabi (anniversaire de Mahomet). Le nasi kebuli est également populaire dans les villes où existent de nombreux descendants d'Arabes, comme à Jakarta, Surabaya, Surakarta et Gresik.

## Préparation et ingrédients
Le nasi kebuli est préparé en faisant bouillir du riz dans du bouillon de viande de chèvre, avec du lait ou du lait de coco à la place de l'eau. La viande de chèvre est cuite dans de le ghi avec un mélange d'épices, composé d'ail, d'échalotes, de gingembre, de poivre noir, de clou de girofle, de coriandre, de carvi, de cardamome, de cannelle et de noix de muscade. La viande finit ensuite de cuire avec le riz dans le lait. Le nasi kebuli est habituellement servi avec de l'asinan nanas (ananas dans une sauce aigre-douce) ou parfois recouvert avec du sambal goreng hati (foie de bœuf dans du sambal) et des raisins secs. Dans la communauté hadhrami indonésienne, il est parfois servi avec une soupe maraq (soupe épicée de chèvre).